# Andy Welsh
Andy Welsh, all'anagrafe Andrew Peter David Welsh (Manchester, 24 gennaio 1983) è un allenatore di calcio ed ex calciatore inglese, di ruolo centrocampista, tecnico del Bury.

## Carriera

### Giocatore
Welsh fa il suo esordio tra i professionisti all'età di 19 anni nella stagione 2001-2002, in cui gioca 15 partite nella seconda divisione inglese con lo Stockport County; rimane poi in squadra per un ulteriore triennio, durante il quale mette a segno 3 reti in 60 partite in terza divisione, intervallate da un breve periodo in prestito al Macclesfield Town (6 presenze e 2 reti) in quarta divisione all'inizio della stagione 2002-2003. Nel novembre del 2004 si trasferisce in seconda divisione al Sunderland, dove con una rete in 7 presenze contribuisce alla conquista di una promozione in prima divisione, categoria nella quale durante la stagione 2005-2006 gioca poi 14 partite senza mai segnare con la maglia dei Black Cats. Sempre in questa stagione trascorre inoltre un periodo in prestito al Leicester City, con cui segna un gol in 10 presenze in seconda divisione. Nella stagione 2006-2007 dopo un nuovo periodo al Sunderland (nel frattempo retrocesso in seconda divisione) ed un nuovo prestito al Leicester City (7 presenze in seconda divisione), nel marzo del 2007 firma un contratto con il Toronto FC, club della MLS, con cui rimane in squadra per alcuni mesi segnando una rete (il 16 maggio 2007 contro gli Houston Dynamo campioni in carica) in 20 presenze. Il 31 agosto 2007 torna in patria, al Blackpool, con la cui maglia nel corso della stagione 2007-2008 gioca 21 partite in seconda divisione, svincolandosi dai Tangerines a fine stagione.
Il 3 settembre 2008 dopo un provino superato positivamente si accasa allo Yeovil Town, club di terza divisione, con il quale trascorre un triennio giocando stabilmente da titolare, per un totale di 113 presenze e 6 reti in partite di campionato; cambia poi nuovamente squadra nell'estate del 2011, quando da svincolato firma un contratto biennale con il Carlisle Utd, altro club di terza divisione, con cui rimane fino al termine del suo contratto giocando in totale 33 partite di campionato; nell'estate del 2013 firma invece un contratto annuale con lo Scunthorpe Utd, con cui gioca 8 partite in quarta divisione; dal settembre al novembre del 2014 è invece sotto contratto con l'Utd of Manchester, club di National League North (sesta divisione), con cui non gioca però nessuna partita di campionato. Successivamente nel novembre del 2014 passa al Farsley AFC, club di Northern Premier League (settima divisione), dove rimane fino al termine della stagione 2015-2016.

### Allenatore
Nella stagione 2016-2017 ha allenato l'Ossett Albion, mentre nella stagione 2017-2018 ha allenato l'Ossett United, entrambi club di ottava divisione. Nell'estate del 2020 diventa il primo allenatore della storia del Bury AFC, neonato club di decima divisione fondato da tifosi del Bury, club con oltre un secolo di storia nella Football League che era fallito al termine della stagione precedente, e che viene rifondato nel 2023, incorporando i risultati ottenuti nel quadriennio precedente dal Bury AFC (che nel frattempo era stato promosso in nona divisione). Nella stagione 2023-2024 Welsh è quindi allenatore del Bury.

## Palmarès

### Allenatore

#### Competizioni regionali
- North West Counties Football League Division One North: 1

Bury: 2021-2022